# Serradraco

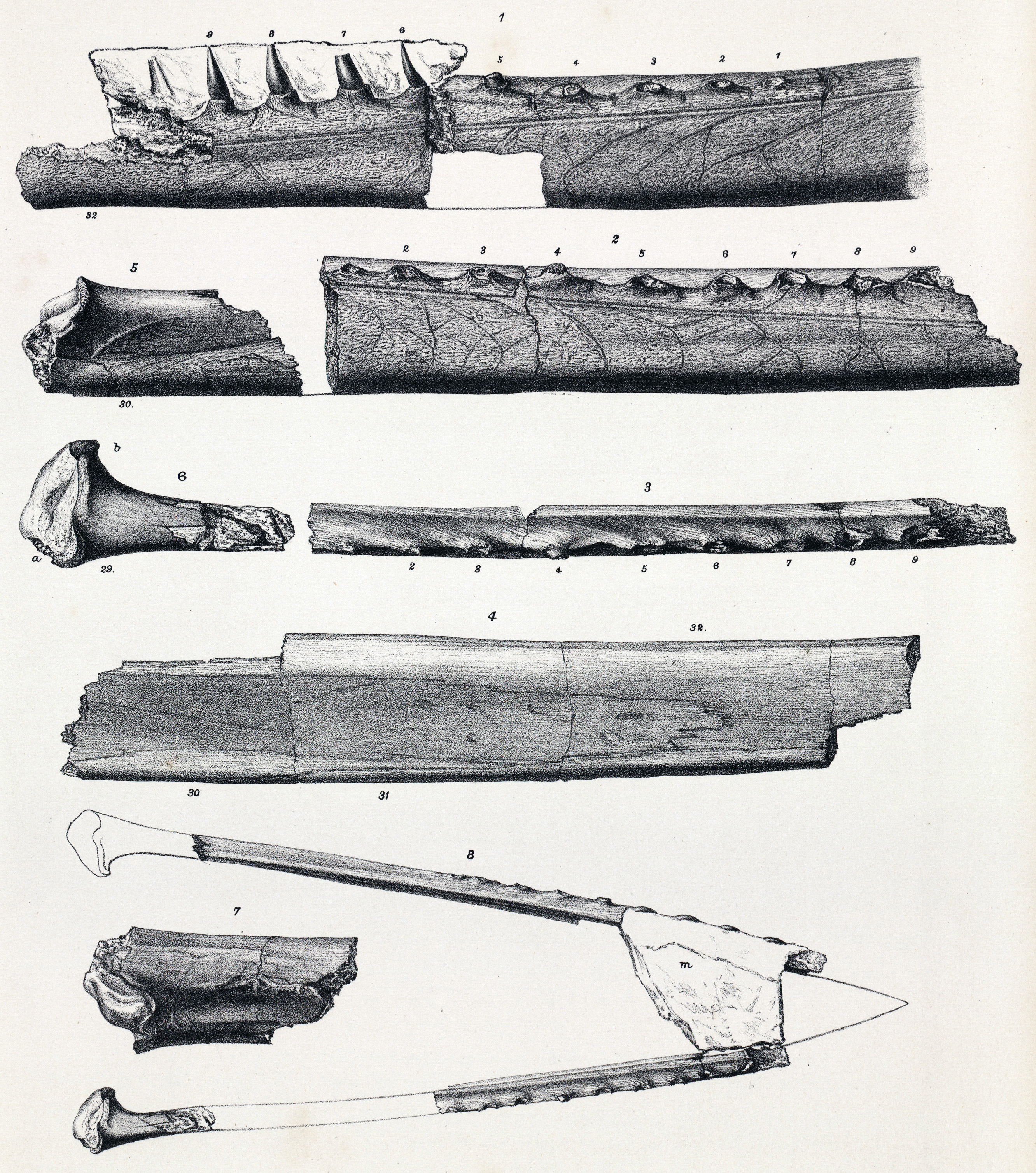
NHMUK PV R 1823 in Owen (1874)

Serradraco is een geslacht van uitgestorven pterosauriërs, behorend tot de Pterodactyloidea, dat leefde tijdens het Vroeg-Krijt in het gebied van het huidige Engeland.

## Vondst en naamgeving

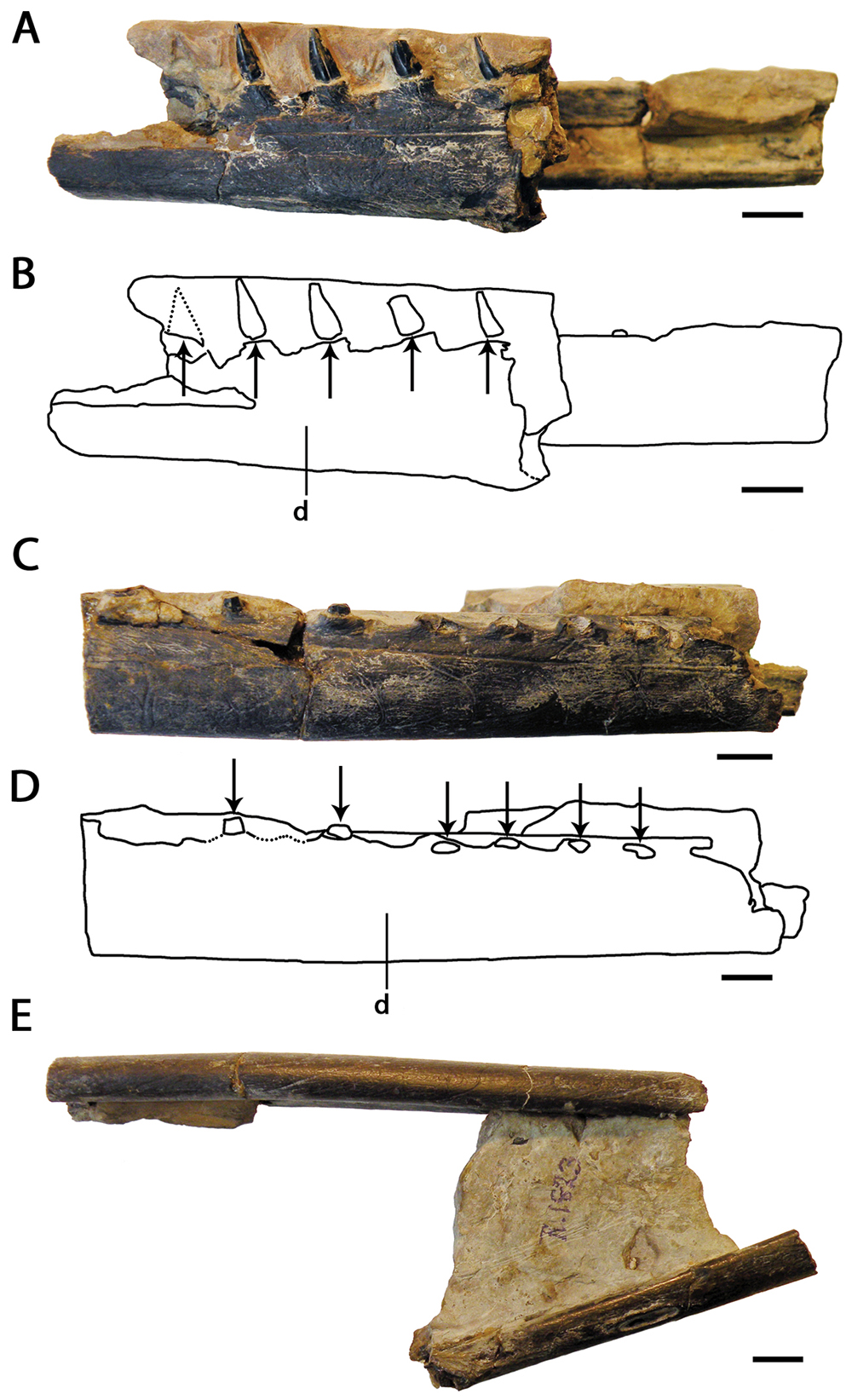
Het holotype in Rodrigues (2013)

In 1874 benoemde Richard Owen een nieuwe soort van Pterodactylus: Pterodactylus sagittirostris. De soortaanduiding betekent: 'met de pijlpuntvormige snuit'. De soort was gebaseerd op holotype NHMUK PV R 1823, een paar onderkaken door Samuel Husband Beckles gevonden bij St. Leonards–on–Sea in Sussex, in een laag van de Upper Tunbridge Wells Sand Formation uit de Hastingsgroep, deel van het Wealden en daterend van het late Berriasien - Valanginien. Het fossiel zou kunnen stammen uit het vroegste Valanginien, ongeveer 139 miljoen jaar oud, maar dat is onzeker. Het werd in juli 1891 door het British Museum (Natural History), het tegenwoordige Natural History Museum, verworven van de erfgenamen van Beckles.
De naamgeving van Owen hing samen met een twist die deze had met Harry Govier Seeley. Die had in 1869 voor zulke pterosauriërs een geslacht Ornithocheirus benoemd maar Owen was het daar niet mee eens en gaf voor het materiaal daarvan weer gedeeltelijk andere geslachtsnamen. Hij gaf in 1874 min of meer toe dat P. sagittirostris niet veel weg had van de Duitse Pterodactylus maar vertikte het de soort in Ornithocheirus te plaatsen: toekomstig onderzoek zou de noodzaak kunnen aantonen voor een classificatie in een andere groep maar voorlopig hield hij het maar op Pterodactylus. In 1888 bereidde Richard Lydekker een complete revisie van het Engelse fossiele materiaal voor. Hij deelde Owens gevoeligheden niet. In aansluiting op Lydekkers nog te verschijnen taxonomie hernoemde Edwin Tulley Newton de soort in 1888 tot een Ornithocheirus sagittirostris. In 1914 werd het door Reginald Walter Hooley hernoemd tot een soort van Lonchodectes: Lonchodectes sagittirostris. Aan Hooleys werk werd echter weinig aandacht besteed. In 1920 maakte Gustav von Arthaber er weer een Ornithocheirus sagittirostris van, bevestigd door Peter Wellnhofer in 1978. In 2000 keerde David Unwin terug naar de naam Lonchodectes sagittirostris. In 2001 werd een kaakfragment uit Shepard's Chine op Wight toegewezen, gevonden door Michael Green, en in 2011 een partij tanden, IWCMS.2009.471, uit dezelfde vindplaats. Het gaat hier echter om vondsten uit de Vectisformatie daterend uit het veel jongere Barremien. In 2013 concludeerde Alexander Kellner dat Pterodactylus sagittirostris een nomen dubium was. Weliswaar hebben de kaakranden het unieke kenmerk dat de tanden op een soort voetstukjes staan met rechte stukken ertussen maar volgens Kellner ging het hier om een artefact van de preparatie.
In 2017 echter concludeerde David Martill dat dit kenmerk toch echt was. Samen met Stanislas Rigal en Steven Sweetman benoemde hij een nieuwe geslacht: Serradraco. De geslachtsnaam is een combinatie van het Latijn serra, 'zaag' en draco, 'draak', een verwijzing naar het zaagprofiel van de bovenste onderkaakranden. De typesoort blijft Pterodactylus sagittirostris. De combinatio nova is Serradraco sagittirostris.

## Beschrijving
De vleugelspanwijdte van Serradraco valt gezien de beperkte vondsten lastig vast te stellen. De grootte van de schedel wijst niet op een zeer grote soort voor een pterosauriër maar een vlucht van drie meter is mogelijk. Owen viel al op dat de Engelse 'zeedraken' reuzen waren in vergelijking met de Duitse Pterodactylus.
Het fossiel bestaat uit verschillende losse delen. Een stuk dat beide voorste dentaria verenigt is een vijftien centimeter lang. Daarachter liggen nog twee takken van ongeveer dezelfde lengte. Verder is nog een stuk met het rechteronderkaakgewricht bewaard. De onderkaken lopen vrij spits naar elkaar toe. Hun symfyse is echter niet bewaard gebleven. Indien die tamelijk kort was, zoals Owen liet illustreren, is de kaaklengte een vijfendertig centimeter — 'veertien à vijftien duim' — en is de kop nog tamelijk breed. Maar Owen vermeldde ook een schets van Beckles te hebben ontvangen waarin deze uitging van een lange symfyse wat de lengte op achttien duim bracht, een vijfenveertig centimeter. Owen stelde tien of wellicht elf tanden per onderkaak vast maar het werkelijke aantal kan hoger hebben gelegen; hij schatte het op achttien. De tanden zijn kegelvormig, vrij lang, hebben een lichte knik naar achteren, zijn in het algemeen naar achteren en binnen gekromd, zijn gelijkvormig, staan vrij ver uiteen en hellen iets naar voren. Tussen twee tanden lijkt de kaakrand in een rechte lijn iets naar voren op te lopen, uitmondend in een voetstukje. Volgens Martill is dit een autapomorfie.

## Fylogenie
Serradraco werd in 2017 gezien als een lid van de Lonchodectidae; een begrip Lonchodraconidae werd overbodig geacht.